# مگس‌گیر آبی حرا
مگس‌گیر آبی حرا (نام علمی: Cyornis rufigastra) نام یک گونه از سرده مگس‌گیرهای آبی است.